# White Rabbit (Izgubljeni)
White Rabbit je peta epizoda prve sezone televizijske serije Izgubljeni. Režirao ju je Kevin Hooks, a napisao Christian Taylor. Prvi puta se emitirala 20. listopada 2004. godine na televizijskoj mreži ABC. Glavni lik radnje epizode je Jack Shephard (Matthew Fox).

## Radnja

### Prije otoka
Mladi Jack (John O'Hara) i njegov prijatelj sudjeluju u tučnjavi. Jedan od dječaka koji ih tuku daje Jacku priliku da ode, ali on odluči pomoći svom prijatelju zbog čega pobere batine. Kada njegov otac (John Terry) vidi pretučeno lice svoga sina kaže Jacku da ne treba biti junak zbog toga što "nema ono što je potrebno".
Godinama kasnije Jackova majka (Veronica Hamel) obavještava svoga sina da je njegov otac otišao u Australiju. Traži od njega da vrati svog oca nazad pa Jack nevoljko pristaje. Odlazi u Australiju i nakon što neuspješno pokušava pronaći oca u hotelu u kojem je odsjeo, menadžer hotela ga obavještava da njegov otac već nekoliko dana nije spavao u svojoj sobi, sve od incidenta u baru.
Nakon toga Jack se nalazi u mrtvačnici gdje mu patolog govori da je njegov otac preminuo od predoziranja alkoholom. Jack identificira tijelo i priprema se za povratak kući. Na aerodromu, aerokompanija odbija staviti očev lijes u zrakoplov zbog toga što nedostaje potrebna dokumentacija.

### Na otoku
Šesti je dan nakon nesreće, 27. rujna 2004. godine, a Joanna - jedna od preživjelih - utapa se u oceanu. Charlie Pace (Dominic Monaghan) otkriva Jacku da ne može ili da ne zna plivati. Boone Carlyle (Ian Somerhalder) pokuša otplivati do nje, ali ne uspijeva pa ga u konačnici Jack mora spašavati. Jack je ogorčen zbog toga što nije uspio spasiti Joannu, a ubrzo potom ponovno ugleda tajanstvenog čovjeka u odijelu.
Hugo "Hurley" Reyes (Jorge Garcia) i Charlie Pace (Dominic Monaghan) žele da Jack odluči o tome kako će grupa nastaviti raspodjelu vode za piće. Uskoro Jack ponovno vidi tajanstvenog čovjeka i potrči za njim. Ulovi ga i shvaća da je to njegov otac. Muškarac mu ponovno pobjegne pa ga Jack u deliriju pokušava tražiti hodajući besciljno džunglom. U jednom trenutku skoro padne niz liticu, ali ga u posljednji čas spašava John Locke. 
Locke mu govori da je ostalima potreban vođa i da bi to trebao biti Jack. Međutim, Jack se ne slaže i priznaje Lockeu da je počeo patiti od halucinacija - priviđa mu se njegov vlastiti mrtav otac. Locke mu na to samo odgovara da je mjesto na kojem se oni nalaze (otok) poseban i da se sve događa s nekim razlogom. (ovo je samo jedna od njihovih brojnih rasprava o duhovnosti i znanosti koje će voditi kroz cijelu seriju) Njih dvojica se raziđu; Locke ode u potragu za vodom, a Jack nastavlja tragati za svojom halucinacijom na nagovor Lockea: "Moraš završiti ono što si započeo". 
Te noći Jack otkriva pećine pokraj kojih se nalazi izvor čiste vode. U pećinama se također nalaze i ostaci uništenog zrakoplova, a Jack pronađe i očev lijes. Međutim, nakon što ga otvori i shvati da je isti prazan, ljutito ga uništi. Na kraju epizode vraća se do ostatka grupe i održi svoj poznati govor live together, die alone. 

## Gledanost
Epizodu White Rabbit gledalo je 16.82 milijuna Amerikanaca.

## Vanjske poveznice
- "White Rabbit"[neaktivna poveznica] na ABC-u